# Karm (Hilpoltstein)
Karm ist ein Gemeindeteil der Stadt Hilpoltstein im Landkreis Roth (Mittelfranken, Bayern). Die Gemarkung Karm hat eine Fläche von 4,389 km². Sie ist in 365 Flurstücke aufgeteilt, die eine durchschnittliche Flurstücksfläche von 12023,98 m² haben. In ihr liegen neben dem namensgebenden Ort die Gemeindeteile Kauerlach und Meilenbach.

## Lage
Das Kirchdorf liegt etwa neun Kilometer südöstlich von Hilpoltstein inmitten von Feldern und Wiesen im Vorland der Mittleren Frankenalb. Der Nachbarort Meilenbach grenzt direkt im Osten an. Der Dorfwiesengraben, ein Zufluss der Schwarzach, durchfließt den Ort.
Die Ortsflur ist circa 246 Hektar groß.

## Ortsnamensdeutung
Karm, in seinen älteren Formen Korm, Ko(e)rben/Chorben, könnte mit „gehorwe“ = Sumpf zusammenhängen.

## Geschichte
Der Ort wurde erstmals 1414 als „Chorben“ urkundlich erwähnt: Seitz Erlager zu Hofstetten und seine Ehefrau verkauften den Großen und Kleinen Zehnt sowie ein Gut zu Chorben, Lehen des Schweiger von Gundelfingen, dem Nürnberger Bürger Ulreichen Hirßvogel. Eine weitere Nennung im 15. Jahrhundert stammt von 1446, als Linhart von Absberg sein Erblehen zu „Ko(e)rben“ dem Nürnberger Patrizier Hans Rieter verlieh. 1489 lautete der Ortsname auf „Korm“. 1491 kommt noch einmal die Ortsnamensform „Körben“ im Salbuch der Herrschaft Jettenhofen vor, die demnach Besitz in Karm hatte.
Im 16. Jahrhundert bestand das Dorf aus 17 Höfen.
- Je einer gehörte dem Amt Stauf, der Patrizierfamilie Holzschuher zu Nürnberg, der Patrizierfamilie Oelhafen zu Nürnberg, dem Patrizier Hans Rieter zu Nürnberg, dem Hirnheimer/Hürnheimer auf Schloss Jettenhofen, dem Christoph Görl, Bürger zu (Hilpolt-)Stein und dem Sattler Peckhen, ebenfalls Bürger zu (Hilpolt-)Stein;
- ein Hof war Breitensteiner Lehen,
- drei Höfe gehörten den Herren von Stein und
- sechs dem Nürnberger Patrizier Gabriel Nützel.[12]

Gegen Ende des Alten Reiches, um 1800, bestand Karm aus 19 Untertanen-Anwesen, die neun verschiedenen Grundherren gehörten, 
- je ein Anwesen dem Chorstift Hilpoltstein, dem Heilig-Geist-Spital Nürnberg, dem Freiherrn von Holzschuher’schen Fräuleinstift Nürnberg sowie eine halbe Hube der Hofmark Mörlach des Freiherrn Joseph von Hohenhausen und Hochhaus († 1802), die 1796 der vorherige Hofmarkherr Wilhelm von Eckert erworben hatte,[13]
- zwei Anwesen dem Grafen von Vieregg in München,
- drei Anwesen dem Fräulein von Leiser in Amberg,
- vier Anwesen dem Freiherrn von Grießbäck zu Pilsach, sowie
- fünf dem vormals pfalz-neuburgischen, nunmehr kurbayerischen Rentamt Hilpoltstein,
- ein Gut war freieigen.

Außerdem gab es in Karm die Kapelle und zwei Hirtenhäuser. Das Pflegamt Hilpoltstein übte die hohe und über die eigenen Untertanen auch die niedere Gerichtsbarkeit aus.
Im neuen Königreich Bayern (1806) war die Gemeinde Karm, bestehend aus dem Dorf Karm und der Einöde Meilenbach, später (vor 1867) auch mit dem Weiler Kauerlach, dem Steuerdistrikt Weinsfeld zugeteilt.
1875 wurden amtlicherseits in der Gemeinde Karm 25 Pferde, 241 Stück Rindvieh, 47 Schafe und 85 Schweine gezählt; in Karm selber wurden sieben Pferde und 176 Stück Rindvieh erfasst. 1900 betrug der Viehbestand in der Gemeinde 19 Pferde, 259 Stück Rindvieh und 149 Schweine.
In den Jahren nach dem Zweiten Weltkrieg stieg die Einwohnerzahl Karms vorübergehend stark an (1950: 152).
Am 1. Januar 1972 wurde die bis dahin selbständige Gemeinde Karm zusammen mit ihren Gemeindeteilen Kauerlach und Meilenbach im Zuge der Gemeindegebietsreform in die Gemeinde Meckenhausen eingegliedert, die ihrerseits zum 1. Juli 1976 nach Hilpoltstein eingegliedert wurde.
2000 konnte die Freiwillige Feuerwehr Karm ein neues Feuerwehrhaus beziehen.

### Einwohnerentwicklung
- 1818: 109 (22 „Feuerstellen“ = Anwesen; 21 Familien)[22]
- 1836: 124 (21 Häuser; auch als „Kärm“ benannt)[23]
- 1861: 111 (45 Gebäude und die Kirche)[24]
- 1871: 111 (43 Gebäude)[25]
- 1900: 114 (22 Wohngebäude)[26]
- 1938: 124 (nur Katholiken)[27]
- 1950: 152 (24 Anwesen)[28]
- 1961: 101 (24 Wohngebäude)[29]
- 1970: 111[30]
- 1987: 106 (27 Wohngebäude, 29 Wohnungen)[31]

### Kath. Ortskapelle St. Marien

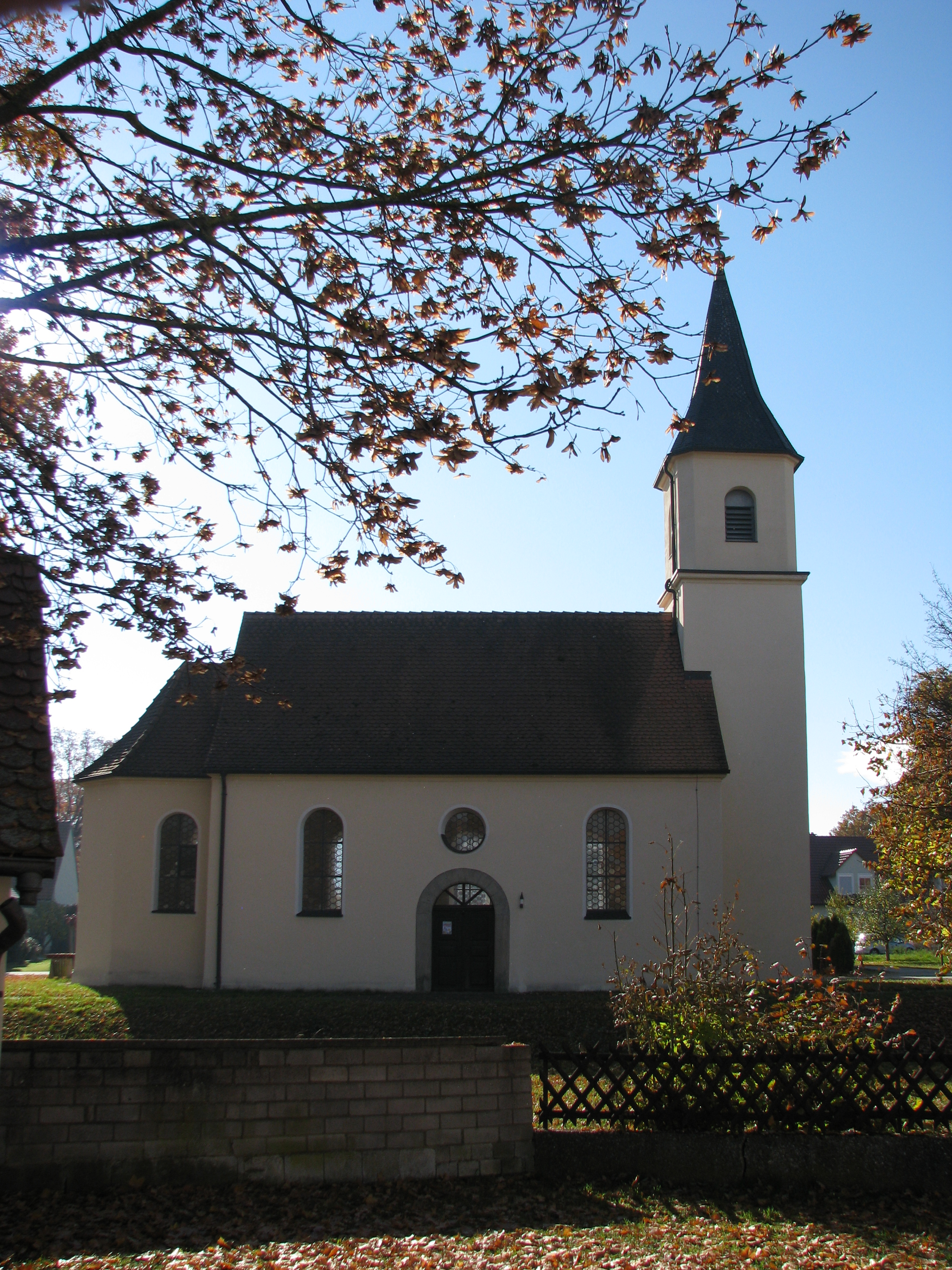
Katholische Ortskirche St. Marien

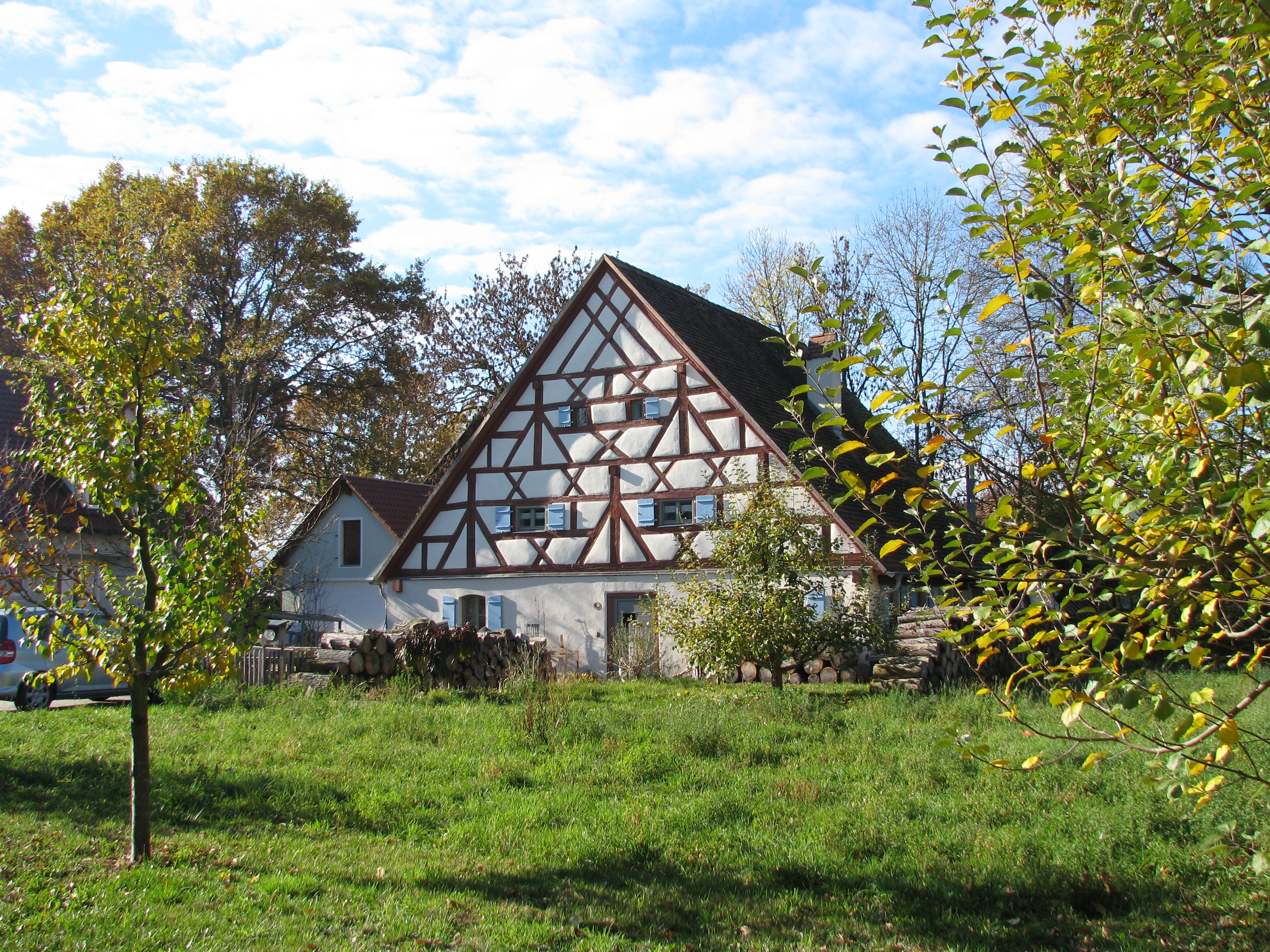
Wohnstallhaus mit Fachwerkgiebel in Karm

Diese wurde von Karmer Bürgern 1891 bis 1893 erbaut und der hl. Maria geweiht. Sie ersetzte eine 1799 errichtete Kapelle, in der 1883 Statuen der hl. Maria und des hl. Martin benediziert worden waren. Der Westturm mit Schiefer gedecktem Spitzhelm stammt vom Vorgängerbau. Ab 1922 durfte hier einmal im Monat durch den Kooperator von Meckenhausen die Messe gelesen werden. 1923 erfolgte deshalb ein Sakristei-Anbau. Von der Ausstattung sind erwähnenswert die Statuen der hl. Anna (um 1699), der hl. Walburga (um 1480), eines Christus Salvator, des hl. Martin mit Gans und einer trauernden Muttergottes unter einem spätgotischen Kruzifix. 2006 wurde über dem Altar ein großes neues Kreuz und im hinteren Teil der Kapelle zwei steinerne Gefallenen-Gedenkafeln angebracht.

## Baudenkmäler
Sowohl die Ortskapelle als auch das Wohnstallhaus Karm 8 mit Fachwerkgiebel aus dem 18./19. Jahrhundert gelten als Baudenkmäler.

## Verkehr
Karm liegt etwa 2 km östlich der Autobahn A 9. Die Staatsstraße St 2388 führt zur Auffahrt Hilpoltstein (AS 56).
2015 wurde der Radweg Karm – Hagenbuch – Obermässing seiner Bestimmung übergeben.

## Vereine
- Freiwillige Feuerwehr Karm, gegründet 1885[34]

## Persönlichkeiten
- Evelyn Ebert, Fagott-Spielerin, Mitglied mehrerer kammermusikalischer Ensembles[35]